# Koninginnegalerij

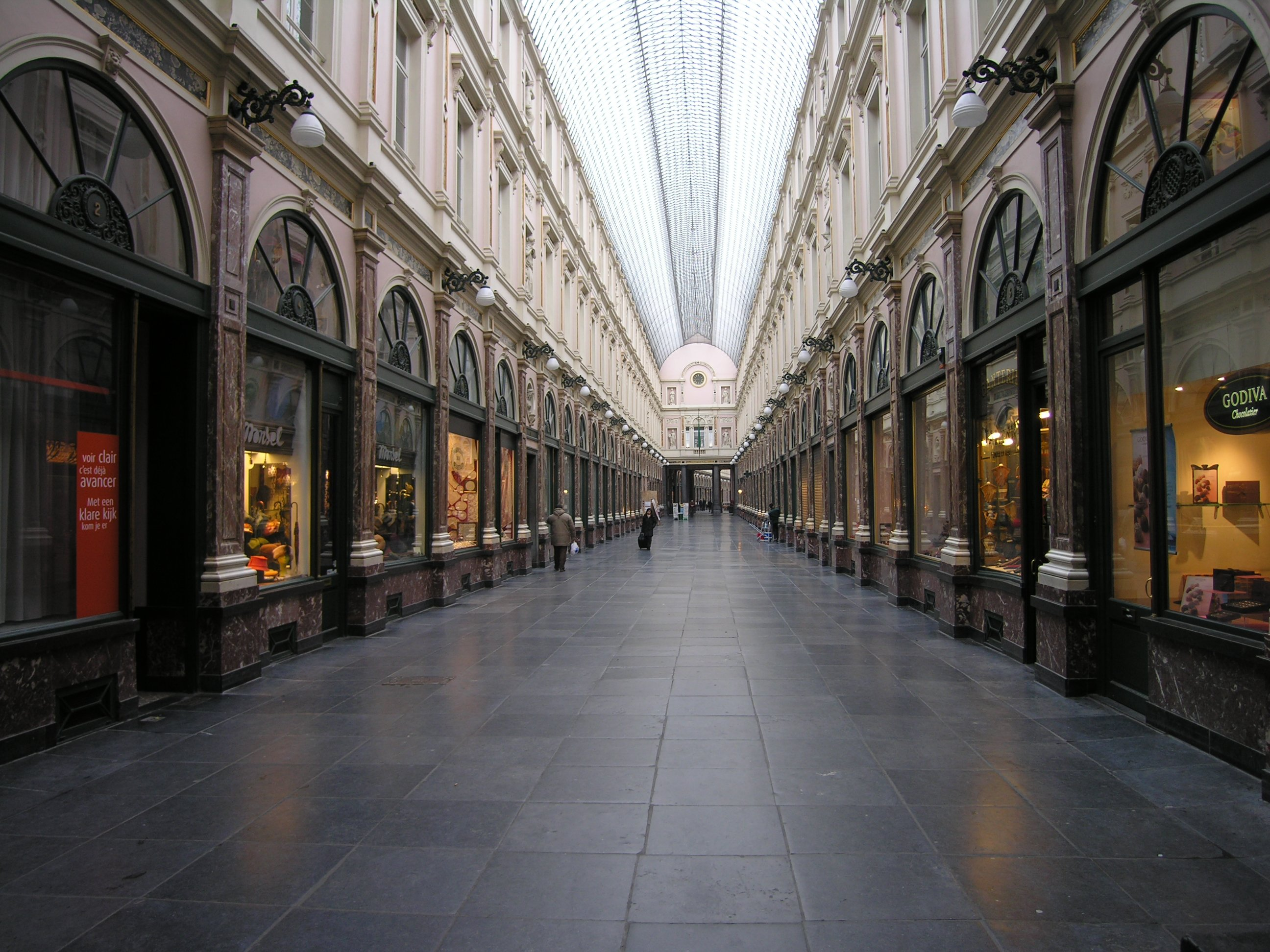
De Koninginnegalerij

De Koninginnegalerij (Frans: Galerie de la Reine) is een 19e-eeuwse galerij in Brussel.
Deze galerij vormt samen met de Koningsgalerij en de Prinsengalerij een uniek architecturaal geheel: de Koninklijke Sint-Hubertusgalerijen. De galerijen zijn overdekt en er zijn talloze winkels. Tevens zetelt hier het gros van de Belgische hofleveranciers.
Een bekende winkel in de galerij is de apotheek, lederwaren Delvaux en het suikerwarenbedrijf van Neuhaus op nummer 23, dat hier al sinds 1857 gevestigd is. Rond 1910 bedachten zij chocola met vulling, die ze de naam 'praline' gaven.
In het zuiden komt de Koninginnegalerij uit op de Grasmarkt in de buurt van de Grote Markt. Aan een andere zijde van de Grasmarkt begint de Hortagalerij.